# Chiesa di San Lorenzo (San Lorenzello)
La chiesa di San Lorenzo è la chiesa parrocchiale di San Lorenzello.

## Storia
L'originaria chiesa parrocchiale si trovava in via Avantisanti dove ancora oggi, nelle mura di alcune abitazioni, si possono notare i resti di questa architettura religiosa.
La chiesa si presentava a tre navate, con tre porte e quattordici cappelle ed era in stile romanico.
Sotto l'altare maggiore era sita la cripta, dotata di due cappelline di proprietà dei De Iusta e della famiglia Massoni.
La chiesa subì gravi danni a causa del terremoto del 5 giugno 1688.
Il servizio parrocchiale fu trasferito nella chiesa della Congregazione della Sanità in attesa dei lavori di ristrutturazione. 
Nel 1756 fu restaurata con la spesa di ben 2.500 ducati.
Il terremoto del 26 luglio 1805 rase al suolo l'intera struttura. 
I laurentini, approfittando della soppressione dell'ordine dei carmelitani decretata da Gioacchino Murat, decisero di trasformare la chiesa dei frati in chiesa parrocchiale.
Il 7 ottobre 1809 il re diede il suo assenso al trasferimento.
Negli anni successivi furono presentati diversi progetti per l'ampliamento del luogo sacro, divenuto insufficiente a raccogliere tutta la popolazione, ma finalmente nel 1886 si avviarono i lavori di ampliamento sotto la progettazione dell'Ing. Pasquale Sasso. 
La prima pietra fu benedetta da mons. Luigi Sodo mentre la consacrazione della nuova chiesa avvenne ad opera del vicario vescovile nel 1893.

## Descrizione
La facciata è l'unico elemento che rimane della precedente chiesa dei frati carmelitani. 
Sul portale in pietra si trova infatti lo stemma papale che ricorda come la chiesa dei carmelitani, dedicata a san Bernardino, fosse dipendente dalla basilica di San Giovanni in Laterano in Roma.
Un altro elemento della chiesa precedente è il monogramma della Vergine Maria sito nel portale che ricorda come la chiesa fosse intitolata anche alla Madonna del Carmine. 
L'interno è ad unica navata con transetto, presbiterio e numerosi altari laterali. 
Nell'abside, attorno alle decorazioni pittoriche del pittore romano Morganti, è sita l'antica icona della Madonna del Carmine che secondo la tradizione fu portata dai frati carmelitani allorché lasciarono Telesia per trasferirsi a San Lorenzello. 
I dipinti, prevalentemente dei secoli XVIII e XIX, sono opera di autori locali. 
La scultura raffigurante san Lorenzo, protettore del paese, viene venerata ogni anno con importanti festeggiamenti.

## L'ex convento dei carmelitani

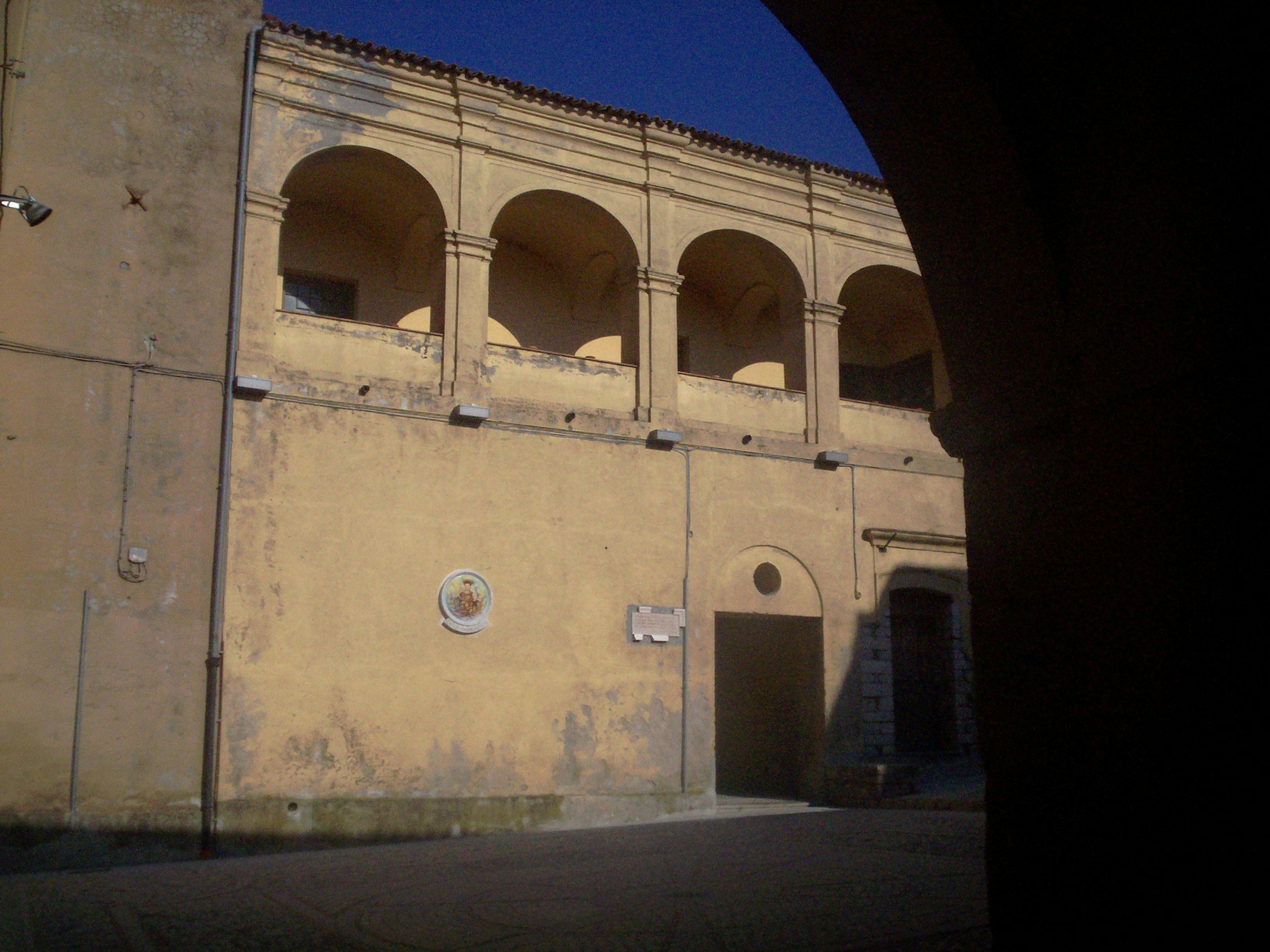
Scorcio dell'ex convento dei carmelitani.

A destra di chi guarda la chiesa è sito l'ingresso all'ex convento dei carmelitani. 
I carmelitani avevano un proprio convento a Telesia, sotto il titolo della Santissima Annunziata. Ma a causa delle mofete e delle esalazioni sulfuree causate da un sisma dovettero abbandonare la cittadina. 
Nel 1567 furono accolti a San Lorenzello dove l'Universitas donò loro la chiesetta di San Bernardino e dei locali contigui adibiti ad ospedale, a dogana e a depositi pubblici. 
Nel 1634 il convento e la chiesa furono oggetto di un ampliamento.
Dopo la soppressione dell'ordine decretata da Murat, il convento fu adibito a vari usi ed ospitò anche gli uffici comunali e le scuole. 
Restaurato, è oggi sede di iniziative culturali.